# Bijela džamija u Sarajevu
Bijela džamija (Divan Hajdar Kjatibova džamija) se nalazi na Vratniku, odmah pokraj nekadašnje vojarne Jajce. To je jedna od najstarijih džamija u Sarajevu. Sagradio ju je Divan Hajdar Kjatib. U haremu ove džamije postojala je sahat-kula koja je dolaskom Austro-Ugarske porušena. Minaret ove džamije je vitak, izgrađen od kamena, a sofe imaju kat što odlikuje ovu džamiju. Trenutni imam Bijele džamije je hafiz Sulejman Bugari.
Opjevana je u pjesmi Safeta Isovića "Šehidski rastanak". 